# Ophrys ferruginea
Ophrys ferruginea är en orkidéart som beskrevs av Walter Rossi och Liuti. Ophrys ferruginea ingår i ofryssläktet, och familjen orkidéer.
Artens utbredningsområde är Italien. Inga underarter finns listade i Catalogue of Life.